# Air Box TV
Air Box TV – stacja muzyczna emitująca zagraniczne teledyski oraz bloki erotyczne.

## Historia
Stacja nadawanie rozpoczęła 17 kwietnia 2008 roku. Początkowo konkurencją dla stacji był kanał 4fun.tv, który również emitował live czat na ekranie. Właścicielem Air Box TV była spółka Mega Dating. Stacja nadawała reklamy, w których pojawiały się bloki erotyczne i anonse towarzyskie. Program emitowała jako stacja niekodowana na satelicie Hot Bird 8. Program był nadawany z Turcji i przez ponad połowę okresu nadawania, pod logiem kanału widniał napis "TEST". Kanał został przekształcony 12 kwietnia 2009 w planszowy kanał erotyczny o nazwie Finest TV.

## Dating TV
Polskojęzyczny blok programowy. Wystartował 5 marca 2008 roku. Na początku był nadawany jako osobny kanał telewizyjny, ale wraz ze startem Air Box TV został blokiem stacji. Na antenie emitowane były ogłoszenia matrymonialne zapowiadane przez prezenterkę w studio.